# Freist

Lage der einzelnen Ortsteile in der Ortschaft Freist

Freist ist eine Ortschaft der Stadt Gerbstedt im östlichen Landkreis Mansfeld-Südharz in Sachsen-Anhalt, Deutschland.

## Geografie

### Geografische Lage
Freist liegt auf der Mansfelder Platte ca. 15 km nordöstlich von Eisleben. Die Ortsteile liegen entlang des Fleischbachs. Zabitz und Oeste liegen ganz im Osten noch fast im Schlenzetal, die beiden Dörfer sind schon zusammengewachsen. In Oeste biegt von der Hauptstraße in der Ortschaft der Weg nach Beesenstedt im Saalekreis ab. Westlich des Doppeldorfes liegt der Ortsteil Freist mit seiner markanten Kirche, er ist der größte der Ortsteile. Hier fließen einige Rinnsale in den Fleischbach, dessen Tal sich zu vertiefen beginnt. Beim Ortsteil Reidewitz, der westlich von Freist liegt, sind die Hänge dieses Tals schon teilweise bewaldet. Der südöstlichste Ortsteil ist Elben, er liegt schon weiter von den nahe beieinander liegenden anderen Ortsteilen entfernt. Elben hat eine eigene kleine Kapelle und liegt beinahe in einer Schlucht. Ab dem Dorf führt der Weg nach Bösenburg, das aber nicht mehr zu Freist gehört. Südlich von Oeste liegt die Wüstung Dörlitz.

### Ortschaftsgliederung
Zur Ortschaft Freist gehören die Ortsteile Freist, Elben, Oeste, Reidewitz und Zabitz. Königswiek, der südliche Teil von Oeste wird heute nicht mehr als Ortsteil genannt.

## Geschichte
992 wurden die Ortsteile von Freist erstmals urkundlich erwähnt, König Otto III. schenkte dem Stift Quedlinburg neben anderen Orten die Dörfer Riedauuizi (Reidewitz), Frezisci (Freist), Siabudisci (Zabitz) und Osutiscie (Oeste) mit der Maßgabe, die Erträge der Stiftskirche Walbeck zufließen zu lassen.
Am 1. Juli 1950 wurden die bis dahin eigenständigen Gemeinden Elben, Oeste-Königswiek, Reidewitz und Zabitz eingegliedert.
Durch einen Gebietsänderungsvertrag beschloss der Gemeinderat der Gemeinde Freist am 7. Januar 2010, dass die Gemeinde Freist in die Einheitsgemeinde Stadt Gerbstedt eingemeindet wird. Dieser Vertrag wurde vom Landkreis als unterer Kommunalaufsichtsbehörde genehmigt und trat am 24. Januar 2010 in Kraft.
Nach Eingemeindung der bisher selbständigen Gemeinde Freist werden Freist, Elben, Oeste, Reidewitz und Zabitz Ortsteile der Stadt Gerbstedt. Für die eingemeindete Gemeinde wird die Ortschaftsverfassung nach den §§ 86 ff. der Gemeindeordnung Sachsen-Anhalt eingeführt. Die eingemeindete Gemeinde Freist und künftigen Ortsteile Freist, Elben, Oeste, Reidewitz und Zabitz werden zur Ortschaft der aufnehmenden Stadt Gerbstedt. In der eingemeindeten Gemeinde und nunmehrigen Ortschaft Freist wird ein Ortschaftsrat mit Ortsbürgermeister gebildet.

## Bürgermeister
Ehrenamtlicher Bürgermeister der Ortsteile Elben, Reidewitz, Oeste, Freist und Zabitz ist der Landwirt Wolfgang Fiedler.

## Sehenswürdigkeiten
Eines der ältesten Häuser ist das Witwenhaus, erbaut im Jahre 1520. Wahrzeichen der Ortschaft ist die denkmalgeschützte Heilig-Kreuz-Kirche.
Das Haus "Dryander" mit Garten wurde von dem berühmten deutschen Reform-Architekten, Hermann Muthesius, entworfen und gebaut. 
Auf dem etwa 300 Jahre alten Eulenbergschen Hof in Elben, finden über das Jahr verschiedene Konzerte und kulturelle Veranstaltungen statt.

## Verkehr
- Zur Bundesstraße 6, die Halle (Saale) und Aschersleben verbindet, sind es in östlicher Richtung ca. 10 km.
- Die nächstgelegenen Bahnhöfe befinden sich in Lutherstadt Eisleben, Sandersleben und in Hettstedt.

## In Freist geborene Persönlichkeiten
- Helmut Griese (1925–2009), Kunstschmied und Metallgestalter